# Davina Michel
Pour les articles homonymes, voir Michel.
Davina Michel est une boxeuse française née le 29 décembre 1997 en Martinique. Elle est licencié au Boxing Club de garges 

## Carrière
Sa carrière amateur est principalement marquée par une médaille de bronze remportée aux championnats du monde 2022 à Istanbul dans la catégorie des poids moyens.
Auparavant, elle avait participé aux Jeux Olympiques de la Jeunesse de Nankin en 2014, avait été vice-championne de France en 2016 et championne de France en 2019, 2020 et 2021 dans la catégorie des moins de 75 kg.
En 2023, elle se qualifie, dans cette même catégorie, pour les Jeux européens de Cracovie, tournoi européen de qualification pour les JO de Paris en 2024. Elle est médaillée d'or au Feliks Stamm (de) en 2023.
Elle accède aux quart de finale des JO 2024 de paris dans la catégorie des -75kg 
En novembre 2024 elle lance sa carrière professionnelle par une victoire par TKO au 4e round contre Nora Komjathi.

## Palmarès
Jeux olympiques de Paris 2024
Quart de  finaliste en -75 kg en 2024 à Paris, France
Jeux européens 2023
•🥈Médaille d’argent en -75 kg en 2023 en Pologne à Cracovie 

### Championnats du monde
- Médaille de bronze en -75 kg en 2022 à Istanbul, Turquie

### Championnats de France
- vice-championne de France en 2016
- championne de France en 2019
- championne de France en 2020
- championne de France en 2021